# Cathédrale Saint-Georges (Raguse)
Pour les articles homonymes, voir Cathédrale Saint-Georges.
La cathédrale Saint-Georges (en italien : Duomo di San Giorgio) est le principal édifice catholique de la vieille ville de Raguse (Ibla). 

## Historique
La première pierre de la cathédrale fut posée le 28 juin 1739, comme le rappelle une plaque sur le côté droit de l'escalier, et pourtant, comme le précise une inscription de l'autre côté, les travaux pourraient avoir commencé en 1744 seulement. Les travaux de la façade se sont terminés le 5 octobre 1775, avec l'ascension de la cloche. 
Le dôme a été conçu et construit en 1820 par le maître d'œuvre Cultraro Carmelo, sur le modèle du Panthéon à Paris, mais des études récentes attribuent la paternité de l'ouvrage à l'architecte Stefano Ittar.
Dans l'espace compris entre la dernière travée de la nef latérale gauche et la nef centrale, au-dessus du chœur dédié, se trouve le grand orgue. L'instrument entièrement mécanique comporte trois claviers de 61 notes et un pédalier de pupitre de 18 notes, pour un total de 3 368 tuyaux, dont 23 tuyaux principaux en façade, disposés en trois cuspides. Considéré comme le plus grand chef-d'œuvre de la maison Serassi, l'instrument a été construit entre 1881 et 1882 par Ferdinando II Serassi et Casimiro Allieri.

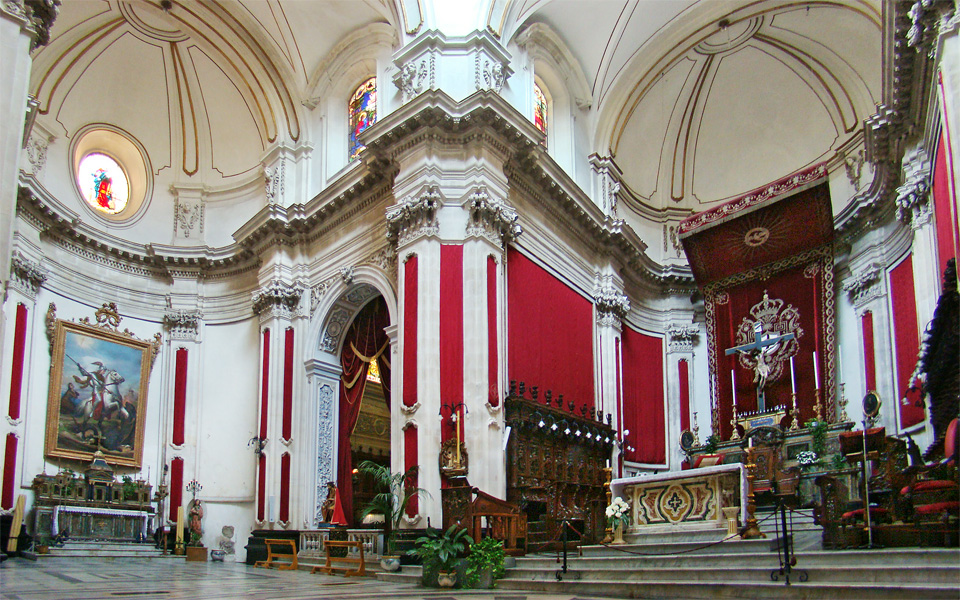
L'intérieur.
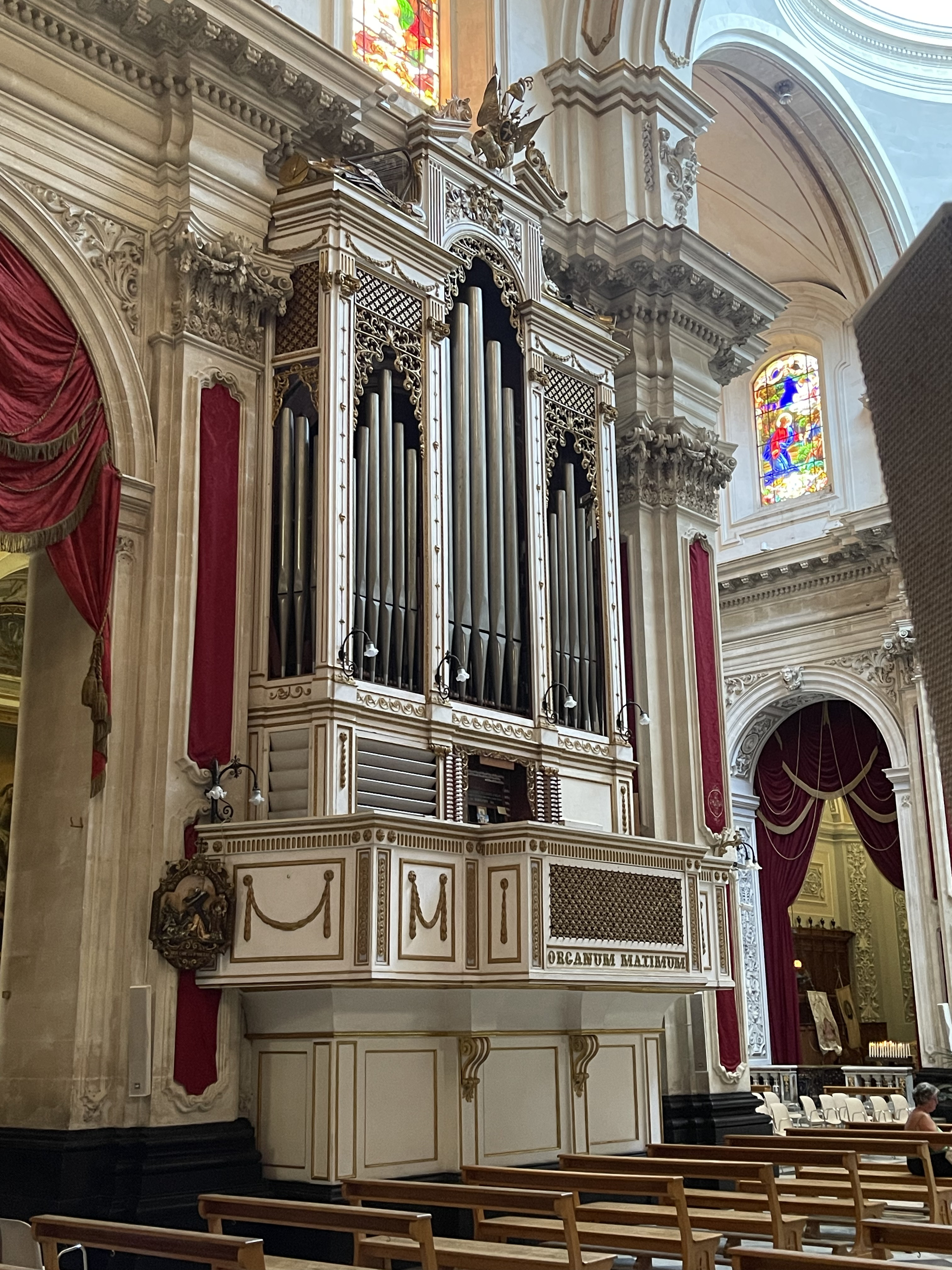
Le grand orgue.